# Carles VII Sverkersson
Carles Sverkersson o Carles VII de Suècia (? - illa Visingsö, 12 d'abril de 1167). Rei de Suècia de 1161 fins a la seua mort. Era fill del rei Sverker I de Suècia i de la primera esposa d'aquest, Ulvhild Håkonsdotter.

## Biografia
Quan el seu pare Sverker I fou assassinat en 1155 (o 1156), Carles li succeí immediatament com sobirà de Östergötland, però no pogué succeir-lo en el tron, puix Erik el Sant fou triat per a tal fi. Després de la mort d'Erik el Sant, el poder real fou usurpat pel príncep danès Magnus Henriksen, amb el qual Carles s'enfrontà militarment per a defensar el seu propi dret al tron. En la batalla d'Örebro, en 1161, Carles va vèncer a Magnus, després d'això pogué guanyar l'elecció per a ser sobirà de tota Suècia i es proclamà rei dels suecs i dels ostrogothons.
Durant el govern de Carles es va proclamar el primer arquebisbat a Suècia. Així mateix, el rei afavorí amb donacions als convents de Alvastra, Vreta i Nydala. El primer document escrit conservat a Suècia data de temps del rei Carles VII.
El seu regnat es caracteritzaria per l'enfrontament amb la família d'Erik el Sant, que ambicionava el poder. Aquest enfrontament conduiria a la mort del mateix Carles, qui fou assassinat en l'illa de Visingsö, en el Llac Vättern, per Canó, el fill d'Erik, el 12 d'abril de 1167.

## Família
Se casà en 1163 amb la danesa Cristina Stigsdatter Hvide, filla de Sant Canut Lavard.
Se sap que va tenir un fill, hereu de la dinastia:
1. Sverker (1164 - 1210). Rei de Suècia.